# 太田幸夫
太田 幸夫（おおた ゆきお、1939年 - ）は、日本のサイン・デザイナー、グラフィックデザイナー。日本サイン学会元会長。愛知県刈谷市出身。
多摩美術大学教授を経て現在、太田幸夫デザインアソシエーツ代表、NPO法人サインセンター理事長。ISO国内委員会委員。企業のCI（シンボルマークとデザイン計画）やピクトグラム、公共の案内サイン等を設計するデザイナーであり、国際規格検討デザインである非常口サインをデザインしたことで知られる。

## 略歴
- 1939年 - 誕生
- 1958年 - 愛知県立刈谷高等学校 卒業
- 1962年 - 多摩美術大学美術学部図案科（平面）卒業[5][6]
- 1966年 - 多摩美術大学院研究科修了[3][5]、イタリア・ベニス国立美術学院 グラフィック・デザイン科 修了[3][6]
- 1965年 -  1962年 グラフィック・デザイン社　編集
- 1967年 -  1968年 東京造形大学 造形学部　助手[6]
- 1968年 -  1970年 東京造形大学 造形学部 (ビジュアル・デザイン)　講師[6]
- 1970年 -  1972年 東京造形大学 造形学部 (ビジュアル・デザイン)　助教授[6]
- 1972年 -  1975年 ピクトリアル研究所　主任研究員[6]
- 1973年 西ドイツ・ミュンヘン大学 (ビジュアル・デザイン科)　研究員[6]
- 1978年 -  1979年 アメリカ国立文化研究所 East-West Center Fellow[6]
- 1985年 -  1993年 多摩美術大学美術学部デザイン科グラフィックデザイン専攻　非常勤講師[6]
- 1993年 -  1999年 多摩美術大学美術学部二部デザイン学科　教授[6]
- 1999年 多摩美術大学造形表現学部デザイン学科　教授[6]

## 主な実績
- 通産省シンボルマーク＆CI計画[2][3]
- 非常口のサイン（小谷松敏文による作品を改良したもの）
- つくばセンタービル・ヒルサイドテラスなどのサイン・コミュニケーション計画[2]
- 慶應義塾幼稚舎サイン計画[2]
- 国連大学
- LoCos（英語版）（ロコス）- 視覚言語[2][3]。

## 受賞
- 1977年 -  SDA賞　慶応義塾幼稚舎新しい学習施設サイン計画[7]
- 1977年 -  SDA賞奨励賞　外郭環状道路植生サイン計画[7]
- 1980年 -  SDA賞　代官山ヒルサイドテラスサイン、コミュニケーション計画[7]
- 1980年 -  SDA賞　慶応義塾幼稚舎理科施設ミニ動物園サインデザイン[7]
- 1980年 -  SDA賞奨励賞　Visualizing Global Interdependencies[7]
- 1981年 -  SDA部門賞　図書館サインシリーズ[7]
- 1981年 -  SDA賞　リビング、マガジン研究室サイン、デザイン[7]
- 1981年 -  SDA大賞　非常口サインの新デザインの研究[7]
- 1982年 -  SDA賞部門賞　シンシア・サインデザイン[7]
- 1983年 -  SDA賞入賞　つくばセンタービルサイン計画[7]
- 1983年 -  第3回CSデザイン賞シルバークラウン賞　トマムスキー場サイン計画[7]
- 1983年 -  SDA賞奨励賞　トマムスキー場サイン計画[7]
- 1983年 -  SDA賞入賞　南長崎ダイヤランド・エントランスパークモニュメント[7]
- 1983年 -  SDA賞部門賞　PROCESS Architecture 42＜日本のサイン＞[7]
- 1987年 -  SDA特別賞　（日本産業デザイン振興会長賞）　「ピクトグラム（絵文字）デザイン」[7]
- 1987年 -  SDA賞入賞　用賀＜いらかみち＞のサイン空間[7]
- 1988年 -  チェコスロバキア・ブルーノビエンナーレ展銅賞[7]
- 1989年 -  SDA賞　代官山ヒルサイドテラスサイン・コミュニケーション計画[7]
- 1990年 -  大阪まちなみ賞グランプリ（大阪府知事賞）長瀬パーキングサイン計画[7]
- 1994年 -  東京都屋外広告物コンクール最優秀賞[7]
- 1995年 -  SDA奨励賞　トラベルジャーナル旅行専門学校サインコミュニケーション計画[7]
- 1995年 -  SDA奨励賞　大阪星田ニュータウンサイン計画[7]
- 1995年 -  東京都屋外広告物コンクール最優秀賞　トラベルジャーナル旅行専門学校[7]
- 1996年 -  東京都屋外広告物コンクール最優秀賞　受賞[7]
- 1998年 -  通商産業大臣賞(工業標準化([G6717])労者賞)[7]
- 1999年 -  SDA賞準優秀賞[7]

## 著作
- ピクトグラム〔絵文字〕デザイン（柏書房）[1][2][5]
- 目で見ることばのデザイン（遊子館）
- サイン・コミュニケーション（柏美術出版、共著）[1]
- マーク・記号の大百科（学研）
- ジュニア記号の大事典（くもん出版）
- NEWマーク・記号の大百科（学研プラス）